# Andrea Stella (scacchista)
Andrea Stella (Cremona, 14 agosto 1993) è uno scacchista italiano, Grande Maestro.

## Biografia
Vive a Castelverde e frequenta l'Università commerciale Luigi Bocconi di Milano.
Ha imparato le prime mosse a nove anni sotto la guida del Candidato Maestro Franco Romagnoli. Dal 2006 è seguito da Claudio Negrini, Maestro Fide dell'Accademia scacchistica le Due Torri di Bologna, e dal 2008 anche dal Maestro Internazionale Niccolò Ronchetti.

## Attività scacchistica
Dodicesimo scacchista italiano della storia ad aver ottenuto il massimo titolo di Grande Maestro.
Ha partecipato a cinque CIG (Campionati Italiani Giovanili) U16, cinque CIG U20 e a tre Campionati Europei Giovanili (2006/2007/2008). 
Nel 2009 ha vinto il Campionato Italiano Under 20, conquistandosi così la sua prima partecipazione alla finale del Campionato italiano assoluto, nonché la partecipazione al Campionato del mondo juniores di scacchi svoltosi in Argentina. Lo stesso anno diviene Maestro FIDE.
Diventa Maestro Internazionale nel 2011 per poi vedersi riconosciuto dalla FIDE il titolo di Grande Maestro nel gennaio del 2017.
Ha partecipato alle finali del Campionato italiano di scacchi nel 2009, 2013, 2017 e 2018.
Nel settembre del 2012 vince il 4º Torneo di Scacchi Città di Codogno.
Nell'aprile del 2014 vince a Milano il 6º Torneo Memorial Paladino.
Nel gennaio del 2017 vince il Torneo Internazionale Scheveningen città di Montebelluna.
Nel marzo/aprile del 2017 vince nella Lliga Catalana la 'Divisió Honor' con la squadra del Colón Sabadell.
Nel novembre del 2017 vince il primo Torneo Internazionale di Vignola Città degli Scacchi e il torneo open di Plzeň. In dicembre si piazza terzo nel Campionato italiano di scacchi, superato da Luca Moroni per mezzo punto.
Nell'aprile del 2018 vince per la seconda volta la Lliga Catalana nella Divisió Honor con il Sabadell. In giugno vince da imbattuto il ricco torneo di Forni di Sopra ottenendo 6,5 punti e superando per spareggio tecnico lo spagnolo Miguel Santos Ruiz e Fabrizio Bellia. Sempre nello stesso mese ottiene il 1º-3º posto ex aequo nel X Open Tres Cantos, imbattuto e con 7,5 punti su 9.
Nell'ottobre 2018 vince l'Oslo Chess Festival, con 7,5 su 10, superando per spareggio tecnico altri 5 giocatori.
Nel marzo del 2019 vince per la terza volta la Lliga Catalana nella Divisió Honor con il Sabadell.
Nel 2024 vince due tornei in Spagna, prima in luglio il torneo open di Pontevedra, con 7 punti su 9  , poi in dicembre il torneo open di Benidorm con 7 punti su 9, superando per spareggio Buchholz sette avversari. 

## Stile
Il suo stile di gioco si caratterizza da un'accurata preparazione teorica e da una grande precisione 
nel concretizzare il vantaggio.
Ha citato in diversi contesti che credere nel materiale è fondamentale per vincere, egli infatti cerca sempre di avere una superiorità di materiale per poter attaccare l'avversario.

## Controversie
Il 25 novembre 2017 il Tribunale Federale della FSI comminò ad Andrea Stella la sanzione della deplorazione, con "espressa diffida da astenersi in futuro da condotte analoghe" in riferimento al "Caso Montebelluna", sentenza confermata in appello nel febbraio del 2018.